# Pasadena (U-Boot)
Die USS Pasadena (SSN-752) ist ein Atom-U-Boot der United States Navy und gehört der Los-Angeles-Klasse an. Sie wurde nach der Stadt Pasadena, Kalifornien benannt.

## Geschichte
SSN-752 wurde 1982 in Auftrag gegeben und Ende 1985 bei Electric Boat auf Kiel gelegt. Nach einer Bauzeit von gut unter zwei Jahren und zusätzlichen eineinhalb Jahren für Endausrüstung und Erprobung wurde die Pasadena im Februar 1989 in Dienst gestellt. Bis Oktober 1990 verblieb Pasadena im Atlantik und transferierte dann nach San Diego.
Im Juli 1991 war die Pasadena das erste Boot der verbesserten Los-Angeles-Klasse (688(I)), das zu einem Einsatz verlegte, hier für sechs Monate in den Westpazifik. Der nächste Einsatz, ab Juni 1993, führte das Boot in den Persischen Golf. 1995 war sie das erste SSN der US Navy, das Übungen mit der Marine Indiens abhielt, außerdem das erste Atom-U-Boot, das in Maskat, Oman, festmachte. Ab Juni 1996 folgte eine Werftliegezeit (Selected Restricted Availability).
Im Anschluss, ab November, wurde die Pasadena nach Pearl Harbor verlegt, von wo aus sie 1997 in der Übung UNITAS teilnahm.
2005 half die Pasadena nach dem Seebeben im Indischen Ozean 2004 den dort Not leidenden Menschen im Rahmen der Operation Unified Assistance. Ab Herbst 2007 fuhr das U-Boot ein halbes Jahr im westlichen Pazifik, ebenso in der zweiten Jahreshälfte 2009. Im Sommer 2010 nahm die Pasadena an der multinationalen Übung RIMPAC teil. Im September 2011 wurde das U-Boot in der Portsmouth Naval Shipyard eingedockt, wo sie einer umfangreichen Modernisierung unterzogen wurde.